# Mamignan Touré
Mamignan Touré   (Nevers, 19 de desembre de 1994) és una jugadora de bàsquet francesa.

## Biografia

### Club
Després de dos anys a LFB a Arràs, va fitxar l'estiu de 2014 pel club de la Lliga 2 de Léon Trégor Basket 29. Després d'una temporada 2014-2015 exitosa (14,1 punts i 4,3 rebots), però tallada per una lesió de menisc, va tornar a l'elit signant el maig de 2015 a Lió.
Sota la direcció de Marina Maljkovic, les seves estadístiques són de 4,7 punts i 1,8 rebots de mitjana per 2,5 d'avaluació. Va signar per 2016-2017 a Niça, mantinguda brillantment a LFB.
Mamignan Touré es va incorporar al club Basket Landes per a la temporada LFB 2018-2019. Després de dues temporades a les Landes, va fitxar l'abril de 2020 pel club belga que jugava a l'Eurolliga de Castors Braine, però va deixar Bèlgica al novembre, mentre que Braine va renunciar a l'Eurolliga per jugar només l'Eurocopa. Va tornar immediatament a Montpeller.

### Selecció nacional
L'estiu de 2013, va guanyar la medalla de plata al Campionat del Món amb l' equip francès de bàsquet femení sub-19.
Amb la selecció francesa sub-20, va guanyar l'or contra Espanya el juliol de 2014. Durant el partit de grup contra Turquia, va fer cinc dels cinc intents de tres punts (18 punts) en la segona meitat d'un partit on els blaus van quedar fins a 24 punts abans de guanyar 52 a 50.
El juny de 2019, va ser seleccionada per a l'equip francès de 3x3 que va acabar tercer al campionat del món.
El maig de 2021, va ser membre de l'equip francès 3x3 que es va classificar per als Jocs Olímpics de Tòquio i va acabar quart.
Va ser preseleccionada per als partits de classificació per a l'Eurocopa 2023 5x5 el novembre de 2021.